# Renormaló
En física teòrica, un renormaló (terme suggerit per 't Hooft) és un tipus de divergència que apareix en càlculs pertorbatius en teories quàntiques de camps (QFT). Quan una sèrie formalment divergent en una QFT es sumada mitjançant un sumatori de Borel, la transformada de Borel associada de la sèrie pot tenir singularitats en funció del paràmetre de transformació complexa. El renormaló és un tipus possible de singularitat que sorgeix en aquest pla complex de Borel, similar a les singularitats de tipus instantó. Associades a aquestes singularitats, les contribucions de renormaló en el context de la cromodinàmica quàntica (QCD) solen tenir una dependència del tipus {\displaystyle \left(\Lambda /Q\right)^{p}} en funció de l'impuls {\displaystyle Q} (on {\displaystyle \Lambda } és el tall de la impulsió), en contraposició a d'altres efectes logarítmics habituals que segueixen una dependència del tipus {\displaystyle \ln \left(\Lambda /Q\right)} .

## Història breu
Les sèries de pertorbació en la teoria quàntica de camps solen ser divergents, tal com va indicar Freeman Dyson per primer cop. Segons el mètode de Lipatov, la contribució d'ordre {\displaystyle N} de la teoria de la pertorbació a qualsevol quantitat es pot avaluar per a gran {\displaystyle N} en general en l'aproximació del punt de sella per a integrals funcionals i està determinada per configuracions d'instantons. Aquesta contribució es comporta normalment seguint una dependència en {\displaystyle N!} i sovint ve associada amb aproximadament el mateix nombre ({\displaystyle N!}) de diagrames de Feynman. Lautrup va observar que existeixen diagrames individuals que donen aproximadament la mateixa contribució. En principi, és possible que aquests diagrames es tinguin en compte automàticament en el càlcul de Lipatov, perquè la seva interpretació diagramàtica és problemàtica. No obstant això, 't Hooft va plantejar una conjectura que les contribucions de Lipatov i Lautrup estan associades a diferents tipus de singularitats en el pla de Borel, la primera amb els instantons i la segona amb els renormalons. L'existència de singularitats instantó està fora de qualsevol dubte, mentre que l'existència de les de tipus renormaló mai no ha estat demostrada amb rigor, malgrat nombrosos esforços. Entre les aportacions essencials cal esmentar l'aplicació de l'expansió de productes d'operadors, suggerida per Parisi.
Fa uns anys es va suggerir una prova de l'absència de singularitats renormalons a la teoria {\displaystyle \phi ^{4}}, i es va formular un criteri general per a la seva existència en termes del comportament asimptòtic de la funció Gell-Mann-Low {\displaystyle \beta (g)}. Resultats analítics per als valors asimptòtics de {\displaystyle \beta (g)} en la teoria {\displaystyle \phi ^{4}} i en QED indiquen l'absència de singularitats renormalons en aquestes teories.